# Sheila Ryan

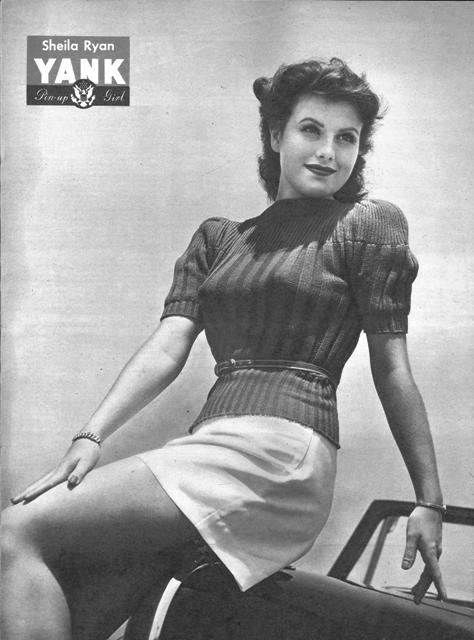
Sheila Ryan, Foto für eine Ausgabe von Yank, the Army Weekly

Sheila Ryan (* 8. Juni 1921 in Topeka, Kansas als Katherine Elizabeth McLaughlin; † 4. November 1975 in Woodland Hills, Los Angeles) war eine US-amerikanische Schauspielerin, die in über 60 Filmen auftrat.

## Leben
Ryan wurde in Topeka, Kansas, geboren. Sie heiratete 1945 den Schauspieler Allan Lane, ließ sich jedoch ein Jahr später von ihm scheiden. Im Jahre 1952 heirateten sie und Pat Buttram und blieben bis zu ihrem Tod 1975 zusammen. Sie hatten eine gemeinsame Tochter.
Ryan starb am 4. November 1975 im Pflegeheim Motion Picture & Television Country House and Hospital in Woodland Hills (Los Angeles) an einer Lungenerkrankung. Sie wurde 54 Jahre alt.

## Karriere
1939 ging sie im Alter von 18 Jahren nach Hollywood. Ihre Schauspielkarriere begann, als sie eine Rolle in einer Sendung des Fernsehsenders W6XAO (später KCBS) in Los Angeles, Kalifornien, bekam.
Im Alter von 19 Jahren wurde Ryan von 20th Century Fox unter Vertrag genommen. 1941 spielte sie in dem Krimidrama Dressed to Kill mit. Sie trat in anderen bekannten Filmen auf, darunter zwei Laurel-and-Hardy-Filme – Schrecken der Kompanie (1941) und Die Geheimagenten (1942) – sowie das Busby-Berkeley-Musical The Gang’s All Here (1943). In den späten 1940er Jahren trat sie jedoch hauptsächlich in B-Filmen auf, insbesondere in Low-Budget-Western.
In den späten 1950ern sowie in den 1960ern zog sich Ryan zunehmend aus der Schauspielerei zurück.

## Filmografie (Auswahl)
- 1939: What a Life
- 1940: The Way of All Flesh
- 1941: Dressed to Kill
- 1941: Charlie Chan auf dem Schatzsucherschiff (Dead Men Tell)
- 1941: Schrecken der Kompanie (Great Guns)
- 1942: Die Geheimagenten (A-Haunting We Will Go)
- 1943: The Gang’s All Here
- 1947: Der parfümierte Killer (Railroaded!)
- 1949: Rache im Ring (Ringside)
- 1950: Jack der Killer (Western Pacific Agent)
- 1953: Pack Train